# グリーン日高農業協同組合
グリーン日高農業協同組合（グリーンひだかのうぎょうきょうどうくみあい、JAグリーン日高）は、和歌山県日高郡日高町に本店を置いていた農業協同組合である。
2014年4月1日、紀州中央農業協同組合を存続組合とし、みなべいなみ農業協同組合とともに合併、解散した。

## 概要
1997年10月1日に、日高郡内にあった紀伊美浜町農業協同組合、紀伊日高町農業協同組合、由良町農業協同組合の3農協が合併して発足した。
2014年4月1日に、紀州中央農業協同組合、みなべいなみ農業協同組合と合併し解散。合併後の名称は紀州農業協同組合。

## 事業内容
- 指導事業
- 経済事業
- 信用事業
- 共済事業

## 事業区域
- 和歌山県日高郡日高町
- 和歌山県日高郡美浜町
- 和歌山県日高郡由良町

## 拠点

### 本店・各部
- 本店
  - 〒649-1213　和歌山県日高郡日高町大字高家420番地の1

### 支店
- 日高支店
  - 〒649-1211　和歌山県日高郡日高町大字荊木559番地
- 美浜支店
  - 〒644-0044　和歌山県日高郡美浜町大字和田1138番地の96
- 由良支店
  - 〒649-1103　和歌山県日高郡由良町大字門前520番地の1

### 営農センター
- 日高営農センター
  - 〒649-1213　和歌山県日高郡日高町大字高家420番地の1
- 美浜営農センター
  - 〒644-0044　和歌山県日高郡美浜町大字和田1138
- 由良営農センター
  - 〒649-1103  和歌山県日高郡由良町大字門前524番地の1

## 主な産物
- みかん
- 八朔
- いよかん
- イチジク
- ほうれん草
- うすい
- ヒマワリ
- スイートピー